# 모하메드 오프키르
모하메드 오프키르(Mohamed Ofkir, 1996년 8월 4일~)는 노르웨이의 축구 선수로, 포지션은 왼쪽 윙어, 오른쪽 윙어, 센터포워드이다. 현재 볼레렝아에서 수원 FC로 임대되어 뛰고있다. K리그 등록명은 오프키르이다.